# Nordfyns Kommune
Nordfyns Kommune er en af i alt 22 kommuner i Region Syddanmark. Kommunen blev etableret ved Kommunalreformen i 2007. Allerede den 15. november 2005 blev kommunalbestyrelsen dog valgt.
Nordfyns Kommune opstod ved sammenlægning af:
- Bogense Kommune
- Otterup Kommune
- Søndersø Kommune

Det var oprindelig meningen at kommunen skulle have videreført navnet Bogense Kommune, men en lokal folkeafstemning den 14. juni 2006 gav i stedet flertal for navnet Nordfyns Kommune, og dette blev godkendt af Indenrigs- og Sundhedsminister Lars Løkke Rasmussen.

## Byer
| Kommunens største byer |            |                   |
| Nr                     | By         | Indbyggere (2025) |
| 1                      | Otterup    | 5.263             |
| 2                      | Bogense    | 4.019             |
| 3                      | Søndersø   | 3.327             |
| 4                      | Morud      | 1.976             |
| 5                      | Veflinge   | 859               |
| 6                      | Særslev    | 818               |
| 7                      | Skamby     | 447               |
| 8                      | Hårslev    | 354               |
| 9                      | Uggerslev  | 351               |
| 10                     | Lunde      | 338               |
| 11                     | Kappendrup | 261               |
| 12                     | Østrup     | 258               |

## Borgmestre
| Navn                | Parti   | Periode                            |
| ------------------- | ------- | ---------------------------------- |
| Bent Dyssemark      | Venstre | 1. januar 2007 - 31. december 2009 |
| Morten Andersen     | Venstre | 1. januar 2010 - 8. maj 2023       |
| Mette Landtved-Holm | Venstre | 11. maj 2023 -                     |

## Kommunalbestyrelsesmedlemmer
| 9 |  | 2 |  | 2 |  | 9 |

| 21 | 4 |

| 7 | 2 | 5 |  |  | 9 |

| 19 | 6 |

| 7 |  |  |  |  | 2 | 11 |  |

| 18 | 7 |

| 7 |  | 2 | 2 | 13 |

| 14 | 11 |

| 7 |  | 2 | 2 |  | 12 |

| 14 | 11 |

| 7 |  | 2 | 2 | 2 |  | 9 |  |

| 14 | 11 |

### Nuværende byråd
| Navn                                   | Parti                                    |
| -------------------------------------- | ---------------------------------------- |
| Morten Andersen (Borgmester 2022-2023) | Venstre - 12 mandater                    |
| Anja Lund                              | Venstre - 12 mandater                    |
| Mette Landtved-Holm (Borgmester 2023-) | Venstre - 12 mandater                    |
| Helle Brunse                           | Venstre - 12 mandater                    |
| Nikolaj Vang                           | Venstre - 12 mandater                    |
| Marie Holmgaard Søvsø                  | Venstre - 12 mandater                    |
| Lasse Mogensen                         | Venstre - 12 mandater                    |
| Ole Taustrup Hansen                    | Venstre - 12 mandater                    |
| Brian Korsgaard                        | Venstre - 12 mandater                    |
| Annette Allesø                         | Venstre - 12 mandater                    |
| Palle Yndgaard                         | Venstre - 12 mandater                    |
| Kenneth Clasen                         | Venstre - 12 mandater                    |
| Helle Waagner                          | Socialdemokratiet - 7 mandater           |
| Kasper Solberg                         | Socialdemokratiet - 7 mandater           |
| Dorte Schmidt                          | Socialdemokratiet - 7 mandater           |
| Gert Block Hættlein Rasmussen          | Socialdemokratiet - 7 mandater           |
| Brian Lebæk                            | Socialdemokratiet - 7 mandater           |
| Idrees Haider                          | Socialdemokratiet - 7 mandater           |
| Johnny Kristensen                      | Socialdemokratiet - 7 mandater           |
| Anders Thingholm                       | Det Konservative Folkeparti - 2 mandater |
| Marie Louise Pedersen                  | Det Konservative Folkeparti - 2 mandater |
| Anne-Lise Sievers                      | Socialistisk Folkeparti - 2 mandater     |
| Bine Mathiasen                         | Socialistisk Folkeparti - 2 mandater     |
| Jane Yndgaard                          | Dansk Folkeparti - 1 mandat              |
| Bo Jakobsen                            | Radikale Venstre - 1 mandat              |

| Navn                  | Skiftet fra                 | Skiftet til                 | Dato             |
| --------------------- | --------------------------- | --------------------------- | ---------------- |
| Nikolaj Vang          | Venstre                     | Danmarksdemokraterne        | 18. august 2022  |
| Kenneth Clasen        | Venstre                     | Løsgænger                   | 2. december 2022 |
| Kenneth Clasen        | Løsgænger                   | Det Konservative Folkeparti | 17. august 2023  |
| Marie Louise Pedersen | Det Konservative Folkeparti | Løsgænger                   | 7. februar 2024  |
| Marie Louise Pedersen | Løsgænger                   | Liberal Alliance            | 8. maj 2024      |
| Marie Holmgaard Sevsø | Venstre                     | Liberal Alliance            | 13. maj 2024     |

| Udtrådt         | Indtrådt              | Parti   | Dato        |
| --------------- | --------------------- | ------- | ----------- |
| Morten Andersen | Dennis E. Christensen | Venstre | 8. maj 2023 |

### Byråd 2018-2022
| Navn                         | Parti                          |
| ---------------------------- | ------------------------------ |
| Morten Andersen (Borgmester) | Venstre - 13 mandater          |
| Anja Lund                    | Venstre - 13 mandater          |
| Mette Landtved-Holm          | Venstre - 13 mandater          |
| Helle Brunse                 | Venstre - 13 mandater          |
| Annette Allesø               | Venstre - 13 mandater          |
| Ole Taustrup Hansen          | Venstre - 13 mandater          |
| Palle Yndgaard               | Venstre - 13 mandater          |
| Mogens Christensen           | Venstre - 13 mandater          |
| Claus Halsgaard Pedersen     | Venstre - 13 mandater          |
| Bent Soelberg                | Venstre - 13 mandater          |
| Kenneth Clasen               | Venstre - 13 mandater          |
| Brian Korsgaard              | Venstre - 13 mandater          |
| Gitte Kristiansen            | Venstre - 13 mandater          |
| Kim Johansen                 | Socialdemokratiet - 7 mandater |
| Dorte Schmidt                | Socialdemokratiet - 7 mandater |
| Pia Longet                   | Socialdemokratiet - 7 mandater |
| Gert Rasmussen               | Socialdemokratiet - 7 mandater |
| Helle Waagner                | Socialdemokratiet - 7 mandater |
| Brian Lebæk                  | Socialdemokratiet - 7 mandater |
| Anette Lykke Jensen          | Socialdemokratiet - 7 mandater |
| Anne-Lise Sievers            | SF - 2 mandater                |
| Anders Funch Engelstad       | SF - 2 mandater                |
| Jane Yndgaard                | Dansk Folkeparti - 2 mandater  |
| Peder Svensson               | Dansk Folkeparti - 2 mandater  |
| Anders Thingholm             | Konservative - 1 mandat        |

| Navn           | Skiftet fra       | Skiftet til | Dato           |
| -------------- | ----------------- | ----------- | -------------- |
| Pia Longet     | Socialdemokratiet | Løsgænger   | 24. juni 2020  |
| Pia Longet     | Løsgænger         | SF          | 1. januar 2021 |
| Peder Svensson | Dansk Folkeparti  | Løsgænger   | 5. april 2021  |